# General Atomics MQ-9 Reaper
El General Atomics MQ-9 Reaper (Segador en inglés), originalmente conocido como Predator B, es un vehículo aéreo no tripulado (UAV) desarrollado por la compañía estadounidense General Atomics Aeronautical Systems y usado por la Fuerza Aérea de los Estados Unidos, la Fuerza Aérea Italiana y el Ejército del Aire y del Espacio de España, entre otros.  
En su uso como vehículo aéreo de combate no tripulado, el MQ-9 es el primer UAV de ataque diseñado para realizar vigilancia de gran autonomía y altitud media.
El MQ-9 es una aeronave de mayor tamaño y de mayor capacidad que su predecesor, el MQ-1 Predator. El MQ-9 dispone de un motor turbohélice de 950 shp, que supone una mayor potencia frente al motor de pistón de 119 hp del Predator. El incremento de potencia permite transportar al Reaper 15 veces más cargamento y tener una velocidad de crucero tres veces mayor que la del MQ-1.

## Desarrollo
Con el éxito del MQ-1 en combate, General Atomics anticipó el deseo de la Fuerza Aérea de un avión actualizado y, utilizando sus propios fondos, diseñó el Predator B. General Atomics comenzó el desarrollo del Reaper con el "Predator B-001", un prototipo que voló el 2 de febrero de 2001. El B-001 estaba propulsado por un motor de turbohélice AlliedSignal Garrett AiResearch TPE-331-10T con 712 kW (950 shp); el avión estaba basado en el fuselaje del MQ-1, excepto con un fuselaje ampliado y alas alargadas de 14,6 a 20 m. El B-001 tenía una velocidad de 444 km/h y podía llevar una carga de 340 kg a una altitud de 15 200 m, con una autonomía de 30 horas.
La compañía había mejorado el diseño teniendo dos variantes distintas. La primera era una versión a reacción; el Predator B-002 fue equipado con un motor turbofán Williams FJ44-2A de 10,2 kN de empuje. Tenía una capacidad de carga de 215 kg, un techo de 18 300 m y una autonomía de 12 horas. La Fuerza Aérea de Estados Unidos solicitó dos ejemplares para su evaluación, entregados en 2007. Los dos primeros aviones entregados fueron los prototipos B-001 y B-002 (ahora expuestos en el Museo de la USAF en la Base de la Fuerza Aérea Wright-Patterson). El B-002 estaba equipado originalmente con el motor FJ44, pero fue eliminado y se instaló un TPE-331-10T.
La segunda variante que se diseñó fue el Predator B-003, denominado por GA como el "Altair", que tiene un fuselaje nuevo con una envergadura de 25,6 m y un peso al despegue de alrededor de 3175 kg. Como el Predator B-001, funciona con un motor turbohélice TP-331-10T. Esta variante tiene una capacidad de carga de 1360 kg, un techo de 16 000 m y una autonomía de 36 horas.

## Diseño

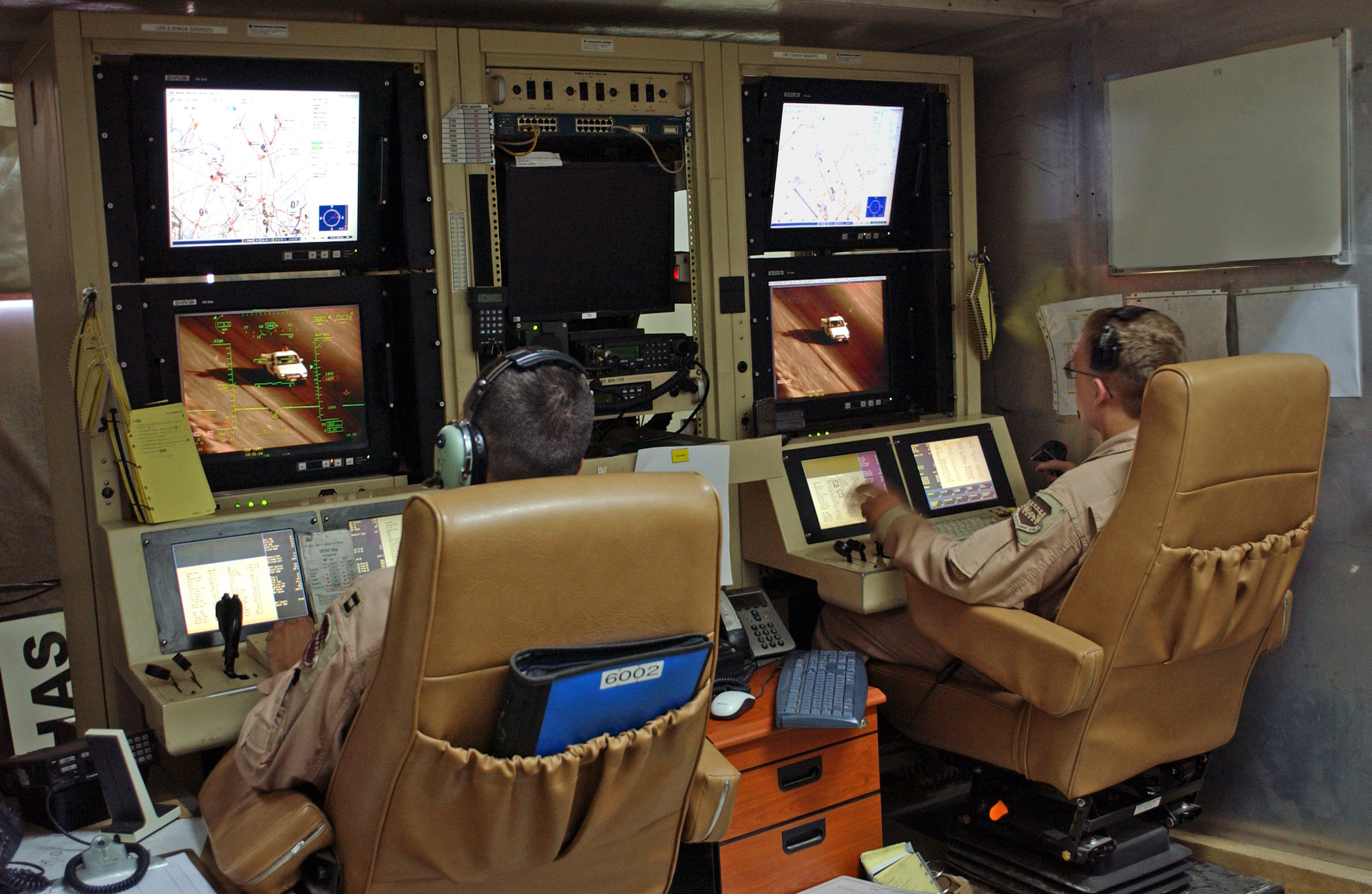
Operadores en Balad (LSA Anaconda), Irak, 20 de abril de 2005.

El sistema típico MQ-9 se compone de varios aviones, estaciones de control en tierra, satélites y tripulaciones de vuelo y mantenimiento. El avión tiene velocidad máxima de unos 480 km/h y una velocidad de crucero de 278 km/h.
Para satisfacer requerimientos de combate, el MQ-9 desarrolla sus capacidades utilizando kits de misión de varias combinaciones de cargas de armas y sensores. La suite de Raytheon AN/AAS-52 cuenta con un sensor de la selección multiespectral que incluye una TV con luz de color/monocroma, infrarrojo, y se intensificada con un designador de destino/telémetro de láser para selección objetivos con láser para municiones guiadas. 
Los operadores, estacionados en bases como la de la Fuerza Aérea de Creech, cerca de Las Vegas, pueden buscar objetivos y observar el terreno mediante una serie de sensores, incluyendo una cámara térmica. Se estima que la cámara integrada es capaz de leer una matrícula a 3200 m, llegando al operador en 1,2 s a través de un enlace por satélite. 
El MQ-9 está equipado con seis pilones o puntos de anclaje. Las sujeciones interiores pueden llevar un máximo de 680 kg cada una y permitir el transporte de depósitos externos de combustible. Las sujeciones medias pueden transportar un máximo de 270 kg cada una, mientras las sujeciones exteriores más pequeñas pueden transportar un máximo de 90 kg cada una. Un MQ-9 con dos depósitos de combustible externos de 450 kg y 2250 kg de armamento, tiene una autonomía de 42 h y de 14 h totalmente cargado. 
El MQ-9 dispone de una gran variedad de armas, incluidas bombas guiadas por láser GBU-12 Paveway, misiles aire/tierra AGM-114 Hellfire, misiles aire/aire AIM-9 Sidewinder y, más recientemente, bombas GBU-38/JDAM. Se están haciendo pruebas para permitir la inclusión de misiles aire/aire AIM-92 Stinger.

### Versiones

#### Fuerza Aérea de los Estados Unidos

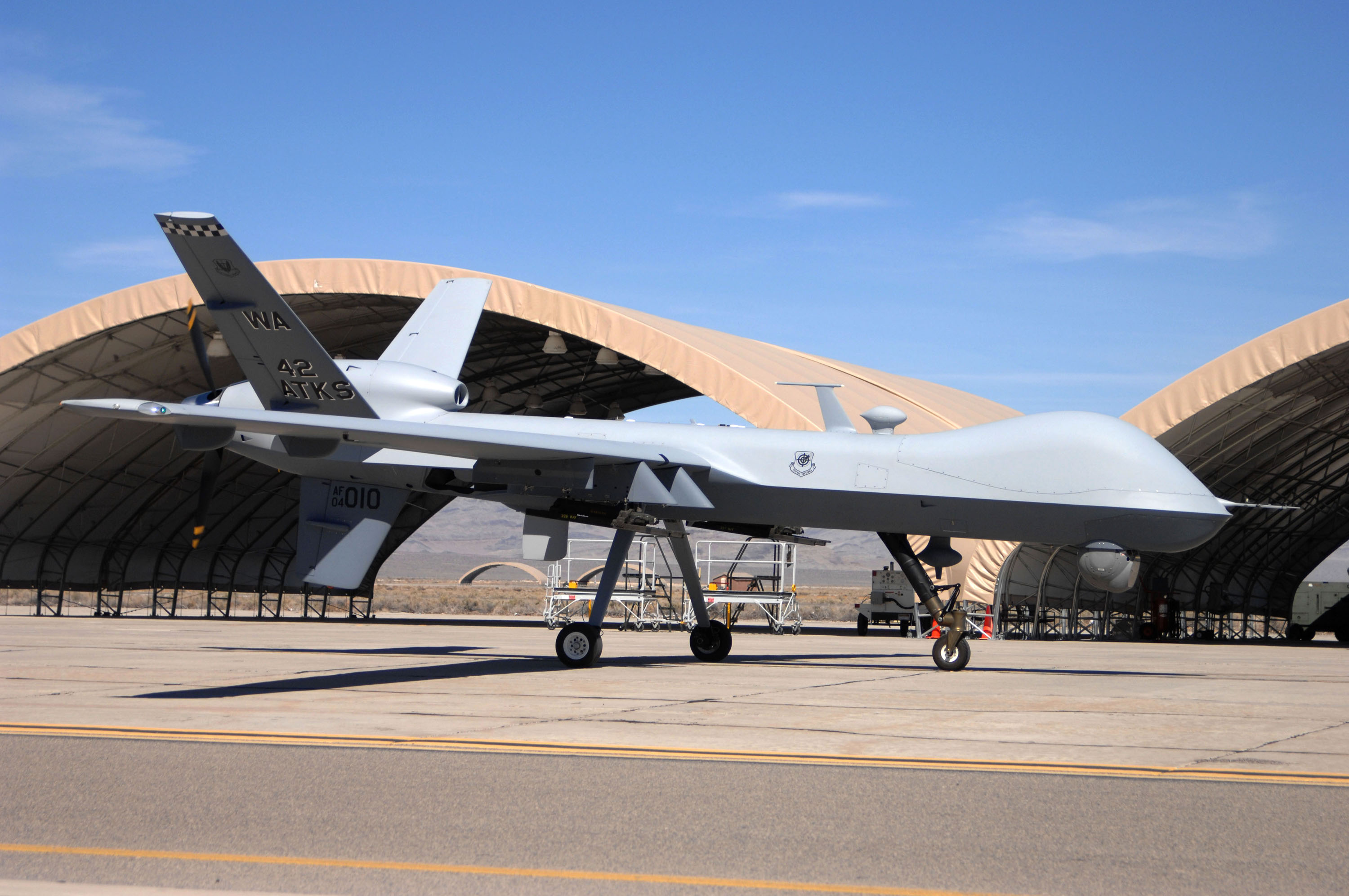
Primer MQ-9 en llegar a la Base de la Fuerza Aérea de Creech, marzo de 2007.

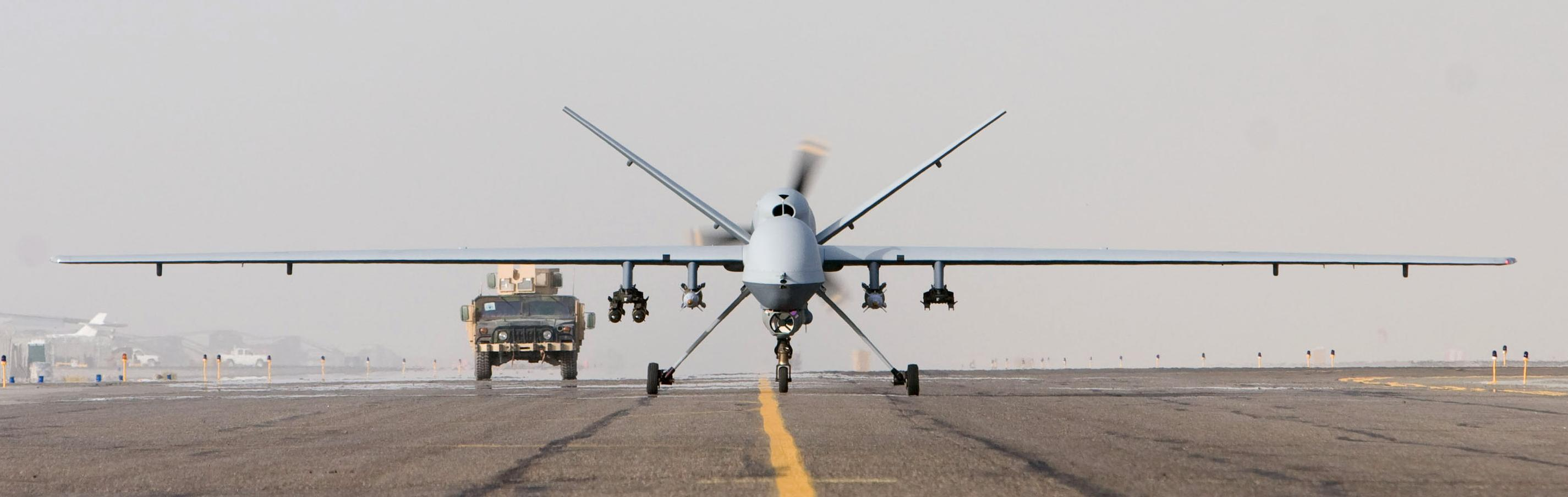
Un MQ-9 despegando en Afganistán.

En octubre de 2001, la Fuerza Aérea de los Estados Unidos firmó un contrato con GA con el fin de comprar dos Predator B-003 para evaluación, con opción a más pedidos. Los primeros MQ-9 de pruebas fueron entregados a la misma en 2002. La denominación "Altair" no siguió en la aeronave en pruebas, ya que la Fuerza Aérea continúa refiriéndose al sistema como "Predator B" hasta que fue renombrado Reaper ("Altair" se convirtió en cambio en la designación para la versión desarmada de la NASA); sin embargo, el fabricante utiliza el término para referirse al prototipo B-001.
La USAF creía que el Predator B ofrecería un capacidad mejorada de "persistencia mortal", con el RPV volando sobre un área de combate noche y día esperando un objetivo. En esta función, un RPV armado complementa perfectamente a un bombardero tripulado. Un avión de ataque tripulado puede utilizarse para colocar grandes cantidades de municiones en un objetivo mientras un RPV de menor coste puede mantenerse en funcionamiento casi continuamente, con los controladores de tierra trabajando en turnos, llevando una carga de armamento ligero para destruir objetivos.
En octubre de 2007, la Fuerza Aérea estadounidense adquirió nueve Reaper, y en diciembre de 2010, otros 57 con planes de comprar 272 más, para un total de 329 aparatos. El 18 de mayo de 2006, la Administración Federal de Aviación (FAA) emitió un certificado de tipo que permite a los MQ-1 y MQ-9 volar en el espacio aéreo civil de Estados Unidos para buscar a supervivientes de desastres. Las solicitudes fueron aprobadas en 2005 para que los aviones pudieran ser utilizados en operaciones de búsqueda y rescate tras al huracán Katrina, pero al no existir ninguna autorización de las FAA en ese momento, no se emplearon estos aviones.
En septiembre de 2007, el MQ-9 fue desplegado en Irak, en Balad, la mayor base aérea estadounidense en Irak. El 28 de octubre de 2007 alcanzó a su primer blanco, disparando un misil Hellfire contra insurgentes de Afganistán en la región de Deh Rawood de la provincia montañosa de Hazara. "La misión fue un éxito", dijo el Mando Central de la Fuerza Aérea de Estados Unidos.
El 14 de marzo de 2023, uno de dos cazas Su-27 interceptores de la Federación Rusa colisionó contra un MQ-9 Reaper que volaba en el espacio aéreo internacional sobre el Mar Negro. En un comunicado, el general James B. Hecker de la Fuerza Aérea de los Estados Unidos, comandante de las Fuerzas Aéreas de los Estados Unidos en Europa – Fuerzas Aéreas de África, declaró: "Aproximadamente a las 7:03 a.m. (CET), uno de los aviones rusos Su-27 golpeó la hélice del MQ-9, lo que provocó que las fuerzas estadounidenses tuvieran que derribar el dron en aguas internacionales. Varias veces antes de la colisión, el Su-27 arrojó combustible por encima y voló frente al MQ-9, alegando la Fuerza Aérea Estadounidense esta acción como "una manera imprudente, poco profesional y poco ecológica".

#### Versión naval
General Atomics diseñó una versión naval del Reaper, llamada "Mariner", para cubrir los requisitos del programa Zona Amplia de Vigilancia Marítima (BAMS, Broad Area Maritime Surveillance) de la Armada de los Estados Unidos. El diseño tendría una mayor capacidad de combustible para poder tener una autonomía de hasta 49 horas. Las propuestas variaciones en el diseño final incluyen uno diseñado para operaciones embarcadas con alas plegables para su transporte en bodegas, tren de aterrizaje más corto y más resistente, un gancho de detención, superficies de vuelo ventral reducida o eliminada y seis pilones, con una capacidad de carga total de 1360 kg.
Finalmente el Northrop Grumman MQ-4C Triton fue anunciado el ganador del concurso, en detrimento del Reaper.

#### NASA

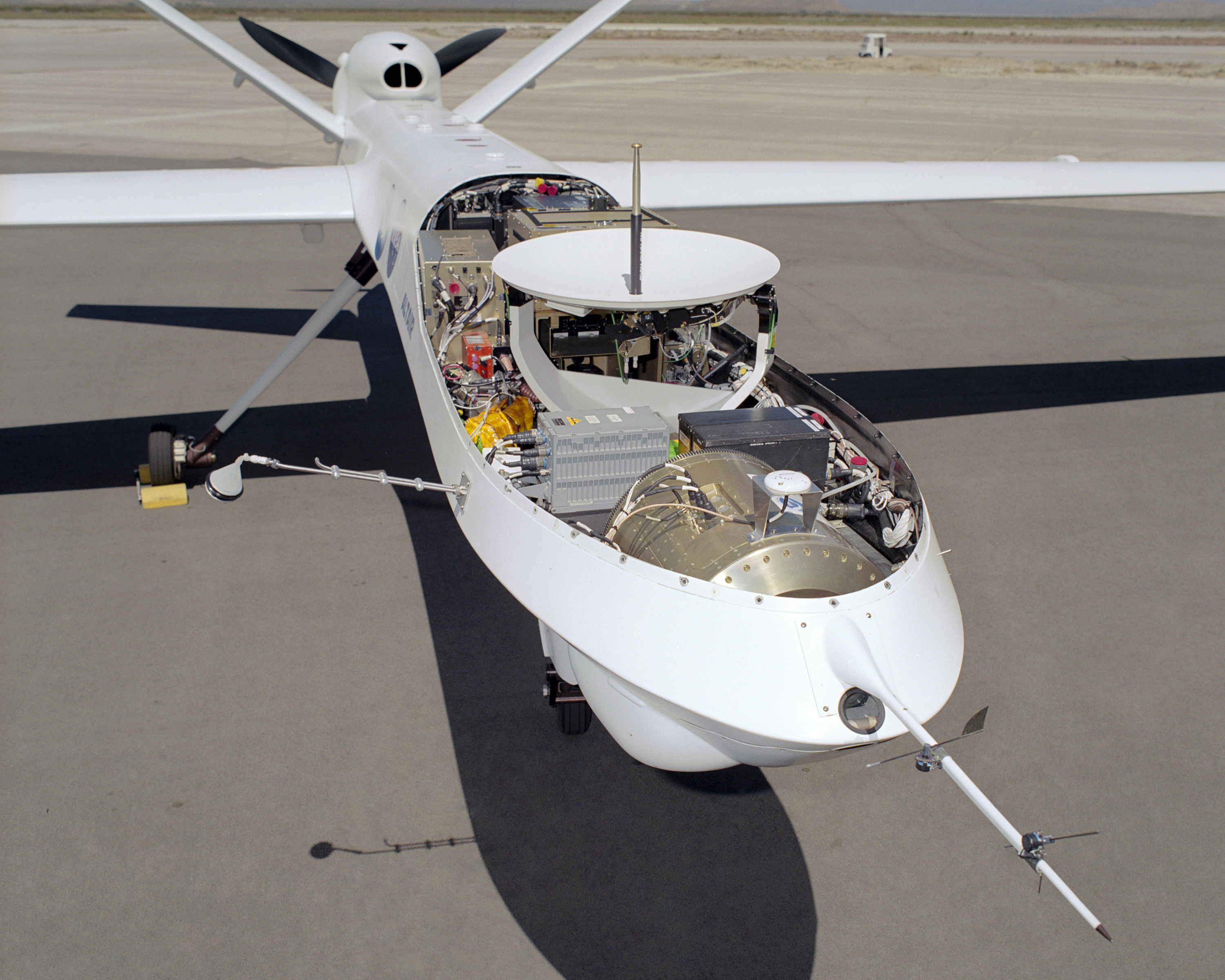
Antena y sensores del prototipo NOAA-NASA, 2005.

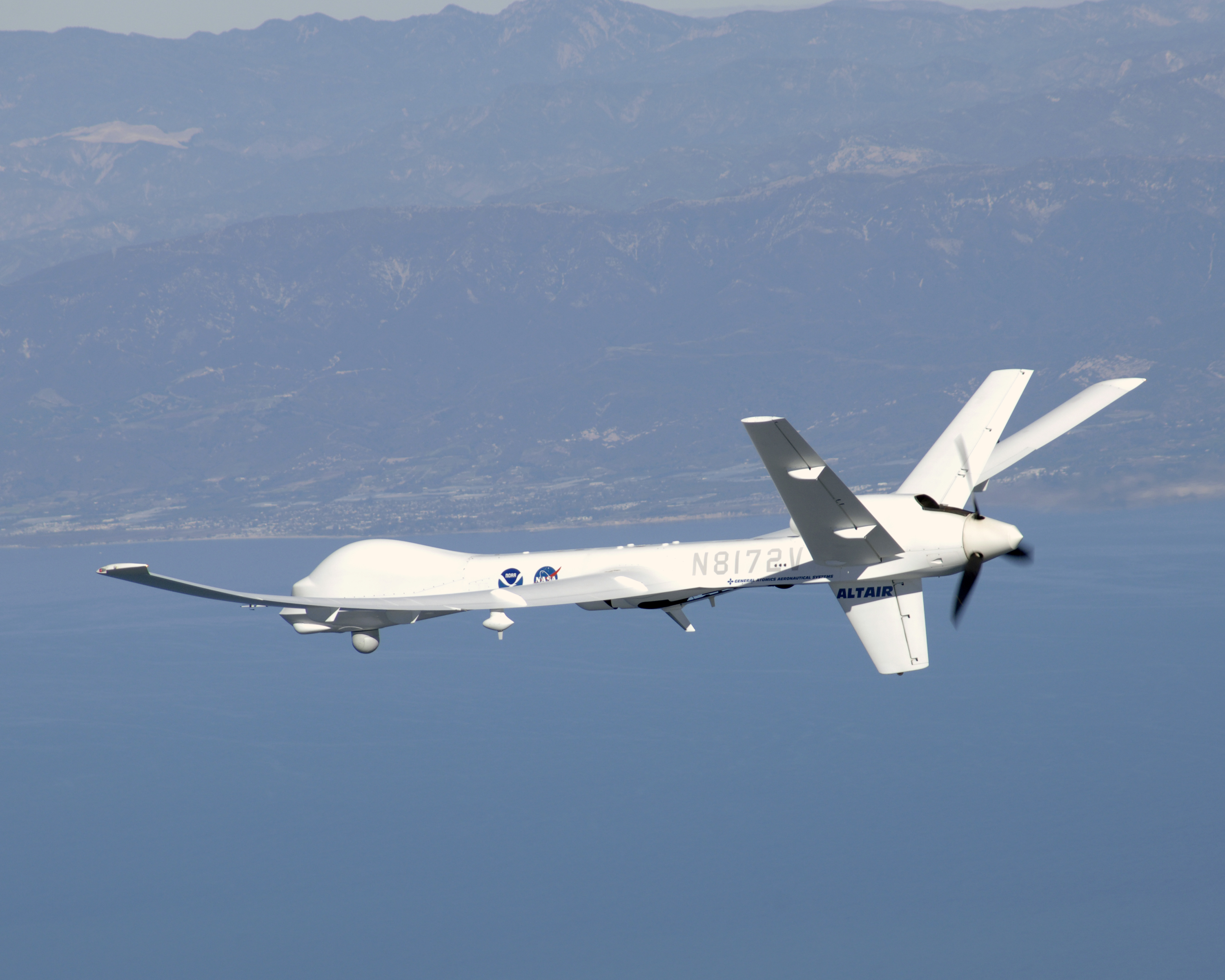
Altair.

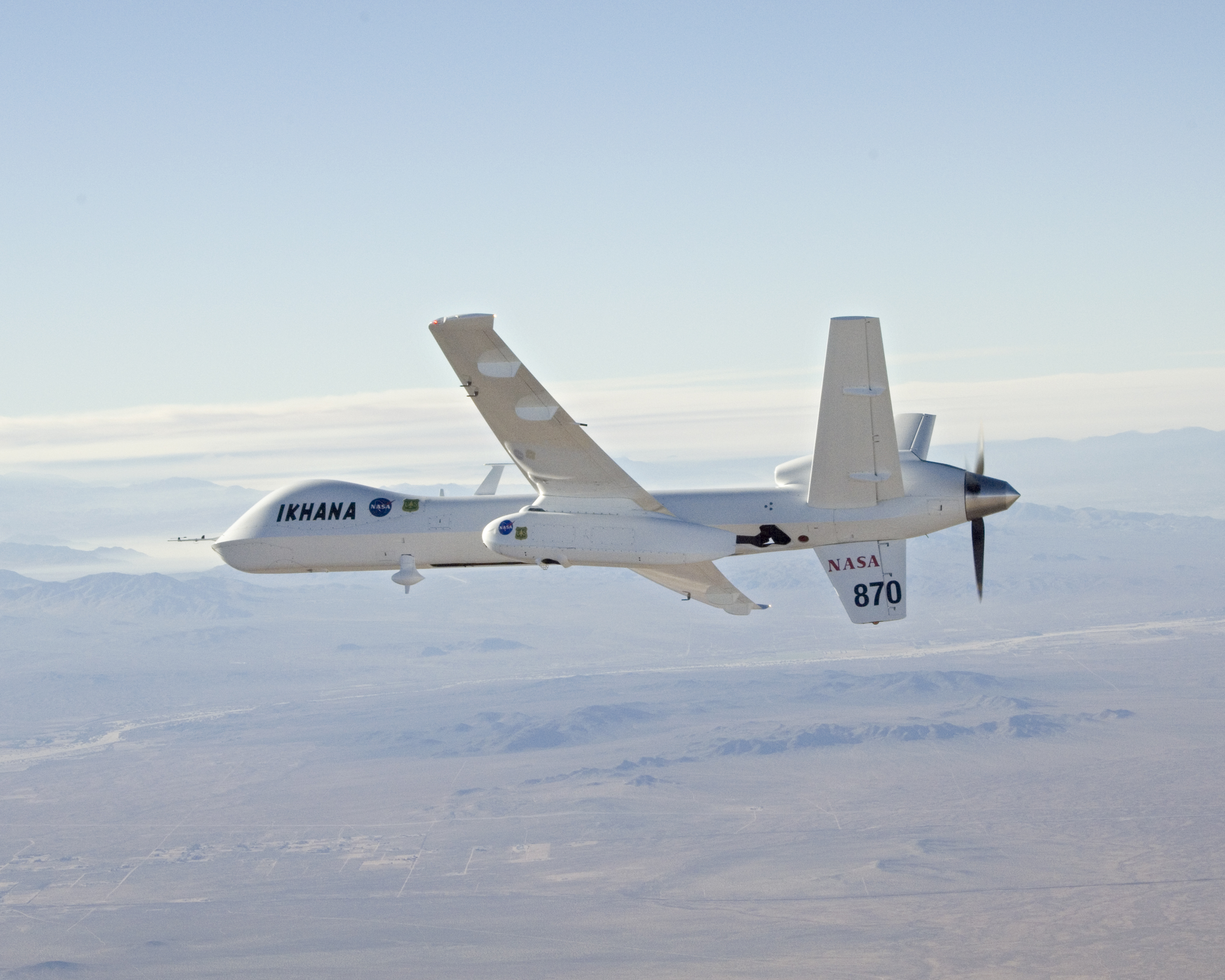
UAV Ikhana volando hacia el sur de California en una misión de control de incendios.

La NASA había expresado inicialmente cierto interés en una versión de la variante B-002 impulsada por turbofán, pero en su lugar ha alquilado una versión desarmada del Reaper, que lleva el nombre "Altair" de la empresa GA-ASI. Altair es uno de los primeros 3 aviones "Predator B". Los otros 2 aviones, conocidos como "Predator B-001" y "Predator B-002", tenían un peso bruto máximo de 3400 kg. El Altair difiere de estos modelos en que tiene una envergadura de 26 m (6,1 m mayor que los primeros y actuales MQ-9). El Altair ha mejorado los sistemas de aviónica para que pueda volar en espacio aéreo civil controlado por la FAA y demostrar capacidad de mando y control "sobre el horizonte" desde una estación terrestre. Este avión fue utilizado por el NASA Earth Science Enterprise como parte del Programa NASA ERAST para realizar misiones científicas localizadas.
En noviembre de 2006, el Centro Dryden de Investigaciones de Vuelo de la NASA obtuvo un MQ-9 de General Atomics Aeronautical Systems. El avión fue bautizado Ikhana y su objetivo principal es el Programa de Ciencia Suborbital dentro de la Dirección de Misiones Científicas. La NASA también adquirió una estación de control de tierra en un remolque móvil. Este avión fue utilizado ampliamente para el estudio de los incendios forestales en California de octubre de 2007. Los datos se utilizaron para desplegar medios terrestres de extinción en las áreas más necesitadas. La Oficina de Servicios de Emergencia de California pidió apoyo a la NASA para combatir el fuego de Esperanza, y en menos de 24 h, el General Atomics Altair se lanzó en una misión de 16 horas para delimitar el perímetro del incendio. El Altair acababa de regresar de una prueba un día antes de que comenzara la misión del incendio de Esperanza. La investigación de asignación de fuego es un proyecto conjunto con la NASA y el Servicio Forestal.

#### Seguridad Nacional de los Estados Unidos
El Servicio de Aduanas y Protección Fronteriza (CBP) opera siete MQ-9. Cinco son Predator B: dos con base en Dakota del Norte, en la Base de la Fuerza Aérea de Grand Forks, y tres en Arizona, en Fort Huachuca. Estos aviones están equipados con radar de apertura sintética Lynx de GA-ASI y sensores electro óptico/infrarrojo MTS-B de Raytheon. El CBP tiene también dos MQ-9 marítimos llamados "Guardian" estacionados en Cabo Cañaveral, Florida y en la Base Aeronavasl de Corpus Christi, Texas. Los "Guardian" están equipados con un radar de búsqueda marítima SeaVue y el sensor electro óptico/infrarrojo está optimizado para operaciones marítimas.
La Agencia de Seguridad Nacional, NSA, encargó inicialmente un Reaper para el servicio de patrulla de fronteras, contemplado como el MQ-9 CBP-101, equipado con el radar de apertura sintética AX-15 Lynx, incorpora una radio ARC-210 y otros sensores y equipos de comunicaciones; el CBP-104 fue mejorado con sensores de EO/IR MTS-A y enlace de control y mando de satélite de banda Ku. Comenzó sus operaciones el 4 de octubre de 2005, pero el 25 de abril de 2006, el aparato se estrelló en el desierto de Arizona. La NTSB determinó (registro de identificación: CHI06MA121 que la causa del accidente fue probablemente un error del piloto en tierra de la aeronave en el uso de una lista de comprobación. Durante su período de funcionamiento, el avión voló 959 h de patrulla y participó en 2309 detenciones. También contribuyó a la incautación de cuatro vehículos y 3750 kg de marihuana. Debido a estos éxitos, un segundo Reaper, llamado "CBP-104" (inicialmente denominada "CBP-102"), fue entregado en septiembre de 2006 y comenzó las operaciones limitadas de protección de fronteras el 18 de octubre de 2006. El programa se amplió el 16 de febrero de 2009, incluyendo patrullas en la frontera canadiense, donde funcionarios estadounidenses estaban preocupados por la explotación de la frontera por "traficantes de drogas, los migrantes y los terroristas".

##### Críticas
En junio de 2011, los Reaper habían volado 10 000 h, facilitando la detención de 4865 indocumentados y 238 traficantes de drogas. Esto fue el 1,5 % del número total de inmigrantes ilegales capturados en el mismo período (327 577) con un coste de 3600 dólares por hora, calculado a 7054 dólares por cada inmigrante ilegal o traficante de drogas capturado.
Paralelamente a estas operaciones, el GAO también puso en marcha un programa denominado "Miguel Grande" que consistía en una avioneta Cessna tripulada con un sensor de infrarrojos (FLIR) adquirida y operada con un coste de 1,2 millones de dólares en un año. Según el GAO, el programa de Cessna/FLIR obtuvo la detención de 6500 a 8000 extranjeros indocumentados y la incautación de 54 millones de dólares en marihuana. Esas cifras suponen un coste por extranjero ilegal para el Cessna de 230 dólares por extranjero, por los 7054 dólares del Reaper.

## Operadores
Bélgica
- Componente Aéreo del Ejército Belga: en enero de 2018, el Ministerio de Defensa Belga eligió el MQ-9 para cubrir sus necesidades de un UAV de altitud-media y largo alcance.[27] En octubre del mismo año se confirmó la selección del MQ-9B en su variante SkyGuardian, siendo su rol principal el reconocimiento, lo cual sugiere que no se le implementarán armas.[28][29] En marzo de 2019, el Departamento de Estado de los Estados Unidos aprobó la venta de cuatro MQ-9B SkyGuardian por 600 millones de dólares, que estaban pendientes de aprobación en el Congreso de Estados Unidos.[30][31]

 España
- Ejército del Aire de España: España compró cuatro UAV Reaper en versión Block 5 y equipo asociado por 158 millones de dólares. Los dos primeros llegaron en diciembre de 2019, y los dos últimos un año después, y operan desde la Base Aérea de Talavera la Real, cerca de Badajoz.[32] Incluyen el denominado “Modified Weaponization Kit (UHK16205-1)", es decir, los sistemas principales para poder emplear armamento aire-superficie, con lo que podrían convertirse en drones de ataque.[33][34] En 2023 se informó que serán armados con misiles Hellfire.[35]
  - 223 Escuadrón del Ala 23 destacada en Talavera la Real

 Estados Unidos
- Fuerza Aérea de los Estados Unidos
  - Air Combat Command
    - 432d Air Expeditionary Wing - Creech Air Force Base, Nevada
      - 30th Reconnaissance Squadron - Tonopah Test Range Airport
      - 19th Attack Squadron
      - 42d Attack Squadron

  - Air Force Materiel Command
    -       - 556th Test and Evaluation Squadron - Creech Air Force Base, Nevada

  - Air Force Special Operations Command
    - 1st Special Operations Wing
      - 3d Special Operations Squadron - Creech Air Force Base, Nevada
- U.S. Customs and Border Protection

 Francia
- Armée de l'air: 12 (hasta 16) aparatos más 8 estaciones de control terrestre por 1500 millones de $.[36] 3 puestos en servicio en mayo de 2015.

 India
- Armada India: 10 pedidos.[37][38]
- Ejército Indio: 10 pedidos.[37]

 Italia
- Aeronautica Militare:[39][40] el 1 de agosto de 2008 les fueron entregadas cuatro aeronaves y sus respectivas estaciones en tierra, además de cinco años de mantenimiento, por un total de 330 millones de dólares.[41] En noviembre de 2009 se ordenaron otras dos aeronaves adicionales.[42] El 3 de noviembre de 2015, Estados Unidos aprobó un acuerdo que abarcaba la integración de armas en los aviones Reaper de Italia, lo que lo convertiría en el primer país fuera del Reino Unido en armar el dron. La posibilidad de aumentar la contribución a las operaciones de la OTAN en la coalición, de mejorar la flexibilidad operativa y de aumentar la supervivencia de las fuerzas italianas motivó la solicitud.[43]
  - 32° Stormo[44]

 Marruecos
- La Real Fuerza Aérea de Marruecos firmó un contrato con General Atomics por 1000 millones de dólares por 4 MQ-9 Reaper en su versión SeaGuardian, completamente armados.[45]

 Países Bajos
- Real Fuerza Aérea Holandesa: dicho país adjudicó en 2019 un contrato por 123 millones de dólares para la adquisición de cuatro aeronaves del Block 5 con sus respectivas estaciones en tierra, piezas de repuesto y equipo de apoyo. Se esperaban el comienzo de las entregas en el año 2020.[46]
  - Leeuwarden Air Base
    - 306 Squadron

 Reino Unido
- Royal Air Force
  - No. 39 Squadron RAF[47]

 República Dominicana
- Fuerza Aérea Dominicana: 1 avión. Préstamo para contrarrestar los bombardeos de droga en la República Dominicana.

## Especificaciones (MQ-9A)
Referencia datos: USAF Fact Sheet, GlobalSecurity.org

### Características generales
- Tripulación: 0 a bordo, 2 en estación terrestre
- Longitud: 11 m (36,1 ft)
- Envergadura: 20 m (65,6 ft)
- Altura: 3,8 m (12,5 ft)
- Peso vacío: 2223 kg (4899,5 lb)
- Peso máximo al despegue: 4760 kg (10 491 lb)
- Planta motriz: 1× turbohélice Honeywell TPE331-10 con Digital Electronic Engine Control (DEEC)[50].
  - Potencia: 671 kW (925 HP; 912 CV)

### Rendimiento
- Velocidad máxima operativa (Vno): 482 km/h (300 MPH; 260 kt)
- Velocidad crucero (Vc): 313 km/h (194 MPH; 169 kt) [51]
- Alcance: 1900 km (1026 nmi; 1181 mi) (14 h totalmente cargado[52])
- Techo de vuelo: 15,420
- Altitud operacional: 7500 m (25 000 pies)[53]

### Armamento
- Puntos de anclaje: Siete, con una capacidad de 

  - Hasta 680 kg en los soportes interiores[54]
  - Hasta 340 kg en los soportes medios[54]
  - Hasta 68 kg en los soportes exteriores[54]
  - Soporte central no usado, para cargar una combinación de:
  - Misiles: 

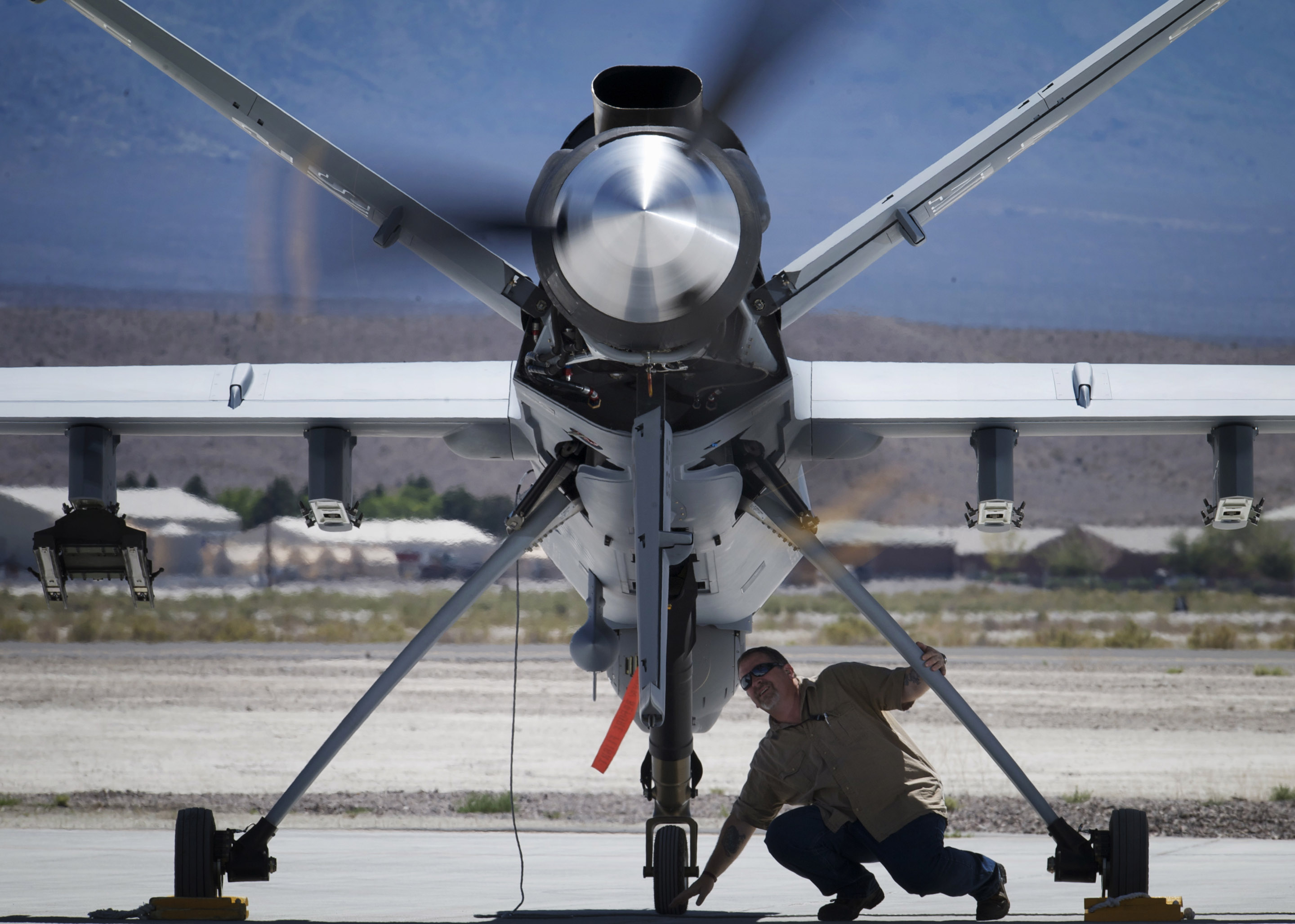
Turbohélice Honeywell.

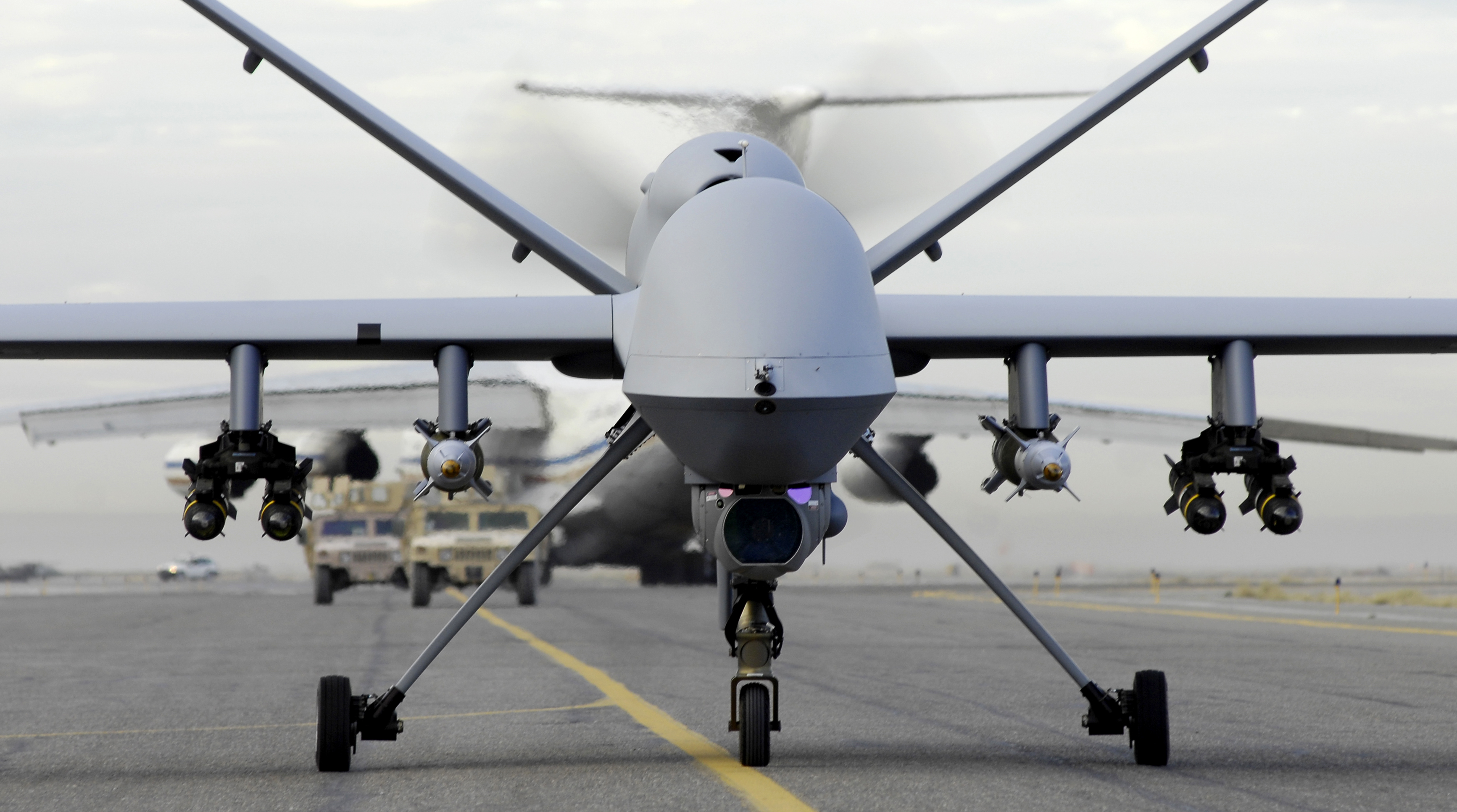
MQ-9 Reaper carreteando.

    - Hasta cuatro misiles aire-superficie AGM-114 Hellfire o dos misiles Hellfire y dos bombas guiadas por láser GBU-12 Paveway II de 230 kg. La GBU-38 JDAM de 230 kg también puede ser llevada. En marzo de 2014, MBDA probó con éxito el lanzamiento del misil Brimstone desde un avión Reaper, por encargo del Ministerio de Defensa y de la Real Fuerza Aérea británicos.[55] Dependiendo de los requisitos de misión, el MQ-9 Reaper puede llevar varios misiles AIM-9X Block 2.[56]

## Aeronaves relacionadas

### Desarrollos relacionados
- MQ-1 Predator
- General Atomics MQ-1C Grey Eagle
- General Atomics Avenger

### Aeronaves similares
- Vigía 2
- AVIC Cloud Shadow
- / Sirtap
- IAI Eitan
- BAE Systems Mantis
- Bayraktar TB2
- European MALE RPAS

### Secuencias de designación
- Secuencia _Q-_ (Vehículos aéreos no tripulados estadounidenses, 1962-presente): ← Q-6 - Q-7 - Q-8/C - Q-9 - Q-10 - Q-11 - Q-12 →
- Secuencia C_-_ (Aeronaves de las Fuerzas Canadienses, 1968-presente): ← CU-160 - CU-161 - CU-162 - CU-163 - CU-167 - CU-168 - CU-169 →
- Secuencia de designación de aeronaves de las Fuerzas Armadas Italianas: ← G-4 - Q-7 - AV-8 - Q-9 - Q-10 - A-11 - Q-11 →
- Secuencia NR._ (Aeronaves No tripuladas del Ejército del Aire español, 1978-presente): UR.01 - NR.03 - NR.04 - NR.05 - NR.06